# Zelotibia kaibos
Zelotibia kaibos Russell-Smith & Murphy, 2005 è un ragno appartenente alla famiglia Gnaphosidae.

## Etimologia
Il nome della specie deriva dalla località keniota dove sono stati rinvenuti i primi esemplari il 2 settembre 1980 dall'aracnologo John Murphy.

## Caratteristiche
L'olotipo maschile rinvenuto ha lunghezza totale è di 4,08mm; la lunghezza del cefalotorace è di 1,84mm; e la larghezza è di 1,44mm.

## Distribuzione
La specie è stata reperita in Kenya settentrionale: l'olotipo maschile è stato rinvenuto nei pressi di Kaibos, appartenente alla provincia della Rift Valley.

## Tassonomia
Al 2016 non sono note sottospecie e dal 2005 non sono stati esaminati nuovi esemplari.